# Strichliste

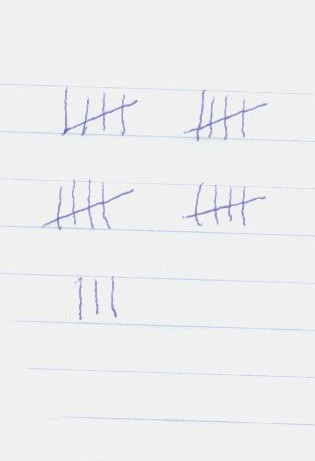
Zählen bis 23 mit einer Strichliste

Eine Strichliste wird als Hilfsmittel verwendet, um die Häufigkeit des Auftretens bestimmter Merkmale oder Ereignisse zu ermitteln. Hierzu werden mögliche Merkmale oder Ereignisse vorab festgestellt und untereinander aufgetragen. Eine Strichliste nutzt das Unärsystem, beim Abstreichen von Fünfergruppen das Quinärsystem.
Schon in der Steinzeit, lange vor Erfindung der Schrift, wurden Anzahlen in Form von strichartigen Kerben markiert (→ Kerbholz).

## Verwendung
Bei einer Datenerhebung können mittels einer Strichliste Ereignisse oder Merkmale gezählt werden. Für jedes Auftreten wird beim entsprechenden Eintrag auf der Liste ein vertikaler Strich gesetzt. Dabei ist es üblich, dass jeder fünfte Strich horizontal gezeichnet wird und die letzten vier Striche durchstreicht. Durch die so gebildeten Fünfergruppen wird die Übersichtlichkeit beim Auswerten gesteigert.
Zum Beispiel könnte bei einer Verkehrszählung gezählt werden, wie viele Autos und Fußgänger eine Kreuzung passieren. Die Strichliste kann auch während der Bearbeitung um zusätzliche Merkmale oder Ereignisse erweitert werden. So könnte bei der Verkehrszählung ein neues Merkmal Radfahrer hinzugefügt werden.
Nach Beendigung der Betrachtung kann für jedes Merkmal oder Ereignis dessen absolute Häufigkeit durch Zählen der Striche ermittelt werden. Hieraus können die Gesamtzahl der Merkmale oder Ereignisse, deren relative Häufigkeit, sowie weitere statistische Kennzahlen errechnet werden.
Strichlisten finden u. a. bei der Qualitätssicherung Anwendung. Sie werden hier z. B. eingesetzt, um Fehlerhäufungen beispielsweise mittels Prüfblättern festzustellen.
Der Begriff des Zählens ist seit Herman Hollerith als Funktion in den Tabelliermaschinen manifestiert, eine Grundfunktion der Datenverarbeitung.

## Darstellung
Beim Führen einer Strichliste auf Papier oder einer Kreidetafel erleichtert die Bildung von Blöcken das Ablesen der Summe. Hierzu hat sich die Bildung von Fünferblöcken durchgesetzt, ihre Darstellung ist aber regional recht unterschiedlich.
|  | In Europa, Australien und Nordamerika wird meist der fünfte Strich quer (horizontal oder diagonal) gesetzt. Hier besteht aber die Gefahr der Verwechslung zwischen \|\|\| und \|\|\|\|, so dass versehentlich schon mit dem vierten oder erst mit dem sechsten Strich abgestrichen wird. |
|  | Eine in Frankreich, Spanien und in Südamerika verbreitete Alternative zu senkrechten Strichen ist das Bilden von Quadraten. Hier besteht nicht die Gefahr der Verwechslung zwischen \|\|\| und \|\|\|\|. |
|  | In China, Japan und Korea wird aus fünf Strichen das Zeichen 正 geformt, welches für gerecht, richtig oder vollständig steht. |
|  | Bei einer weiteren Alternative werden Zehnerblöcke anstelle von Fünferblöcken gebildet: Die ersten vier Zahlen werden durch das Setzen der Eckpunkte eines Quadrats symbolisiert, bei den nächsten vier Abzählungen werden diese durch Striche zu einem Quadrat verbunden; die letzten beiden Zahlen werden durch die Diagonalen in diesem Quadrat symbolisiert. Ähnlich wie zuvor ist eine Verwechslung wenig wahrscheinlich. |

## Alternativen
Anstelle von Strichlisten werden heute auch Handzähler eingesetzt. Durch Drücken einer Taste oder eines Hebels schaltet das Zählwerk je eins weiter. Bei Bedarf kann das Zählwerk wieder auf null zurückgestellt werden.
Zähler können auch als Software geschrieben werden, etwa als Applikation für Handys.
Wo es auf hohe Geschwindigkeiten ankommt, bei denen ein Mensch nicht mehr mitkommen würde, werden automatische Zählgeräte eingesetzt. Beispielsweise wird in industriellen Produktionsanlagen mit Hilfe von Lichtschranken oder Videokameras gezählt.
Eine weitere Alternative stellen Zählnadeln dar. Im Vermessungswesen (Geodäsie) dienen sie der Markierung von Längenabschnitten. Diese Abschnitte gleicher Länge können so einfach ausgezählt und zusammengerechnet werden.

## Belege
1. ↑  Brevier Technische Keramik, 10.6.1 Statistische Auswertung – Übersicht
2. 1 2  Jim Fensom: Oxford IB Course Preparation: Mathematics for IB Diploma Course Preparation. OUP Oxford, 2020, ISBN 978-1-382-00491-6, S. 164 (google.de [abgerufen am 22. Februar 2025]).
3. ↑  Archivierte Kopie (Memento vom 22. Mai 2009 im Internet Archive) – abgerufen am 8. Januar 2011
4. ↑  Handylearn Counter – eine kostenlose Zählersoftware für Handys in Java